# Kolding Golf Club
Kolding Golf Klub er Danmarks 7. ældste golfklub. Klubben er beliggende lige nord for Kolding. I 2017 var der godt 1.200 aktive medlemmer
Golfklubbens bane er designet af svenskeren Jan Sederholm. Golfbanens arealer er lejet af Kolding Kommune frem til 2035.
Klubhuset indeholder en café.

## Historie
Kolding Golf Klub er en selvstændig forening, stiftet den 24. marts 1933. Ved stiftelsen var der 14 medlemmer med Overretssagfører Knud Hertz som klubbens første formand. Klubben blev den 24. maj 1933 optaget i Dansk Golf Union. Her var det samlede medlemstal oppe på 621 medlemmer. Året efter blev klubbens første klubhus indviet. I 1935 fik Kolding Golf Klub sin første greenkeeper, som var finansieret af Orla Jørgensen.
I efteråret 1943 beslaglæggedes klubhuset og en del af banen af den tyske værnemagt. Klubben opførte et nyt klubhus i 1966, kaldet Tjæreborghus. Dette erstattedes i 2003 af det nuværende klubhus.
I 1978 afsluttes den gamle 9-hulsbane og yderligere ni huller indvies. Således har klubben nu en rigtig 18-huls bane.
I forbindelse med klubbens 75 års jubilæum i 2008 indviedes den nyrenoverede 18-huls bane, der siden 2006 har været under omlægning.

## Refefencer
1. ↑  Historien - Kolding Golf Club